# Francisco Argüello (futbolista)
Francisco Antonio Argüello Benítez (Villarrica, Paraguay; 4 de junio de 1980) es un exfutbolista y entrenador paraguayo nacionalizado boliviano. Actualmente dirige a Pastoreo FC de Paraguay.

## Clubes

### Como jugador
| Club              | País     | Año         |
| ----------------- | -------- | ----------- |
| Libertad          | Paraguay | 2001        |
| Sport Colombia    | Paraguay | 2002        |
| Guabirá           | Bolivia  | 2002 - 2003 |
| Destroyers        | Bolivia  | 2003 - 2007 |
| Real Mamoré       | Bolivia  | 2007 - 2008 |
| Oriente Petrolero | Bolivia  | 2008 - 2011 |
| Blooming          | Bolivia  | 2012 - 2013 |
| Deportivo Capiatá | Paraguay | 2013        |
| San José          | Bolivia  | 2014        |

### Como entrenador
| Club                   | País     | Año               |
| ---------------------- | -------- | ----------------- |
| Universidad Cruceña    | Bolivia  | 2018              |
| Argentinos Juniors SC  | Bolivia  | 2019              |
| Aurora                 | Bolivia  | 2019              |
| Aurora                 | Bolivia  | 2022              |
| Universitario de Sucre | Bolivia  | 2022              |
| Deportivo Recoleta     | Paraguay | 2023              |
| Destroyer's            | Bolivia  | 2024              |
| Guaireña FC            | Paraguay | 2025              |
| Pastoreo FC            | Paraguay | 2025 - Actualidad |

### Como Asistente Técnico
Fue asistente de Julio César Baldivieso.
| Club                             | País      | Año  |
| -------------------------------- | --------- | ---- |
| Wilstermann                      | Bolivia   | 2014 |
| Universitario de Sucre           | Bolivia   | 2015 |
| Carabobo FC                      | Venezuela | 2017 |
| Selección de fútbol de Palestina | Palestina | 2018 |

## Palmarés

### Como jugador
| Título          | Club              | País    | Año  |
| --------------- | ----------------- | ------- | ---- |
| Torneo Clausura | Oriente Petrolero | Bolivia | 2010 |

### Como entrenador
| Título        | Club                | País    | Año  |
| ------------- | ------------------- | ------- | ---- |
| ACF Primera A | Universidad Cruceña | Bolivia | 2018 |